# North American Blizzard of 1996
North American Blizzard of 1996 var en svår snöstorm som lamslog USA:s östkust med upp till 4 fot (1,2 meter) snö under perioden 6-8 januari 1996. Den följdes av en annan storm den 12 januari, då för årstiden varmt regn ledde till snabb snösmältning, varvid floderna svämmade över.

## Snöfall

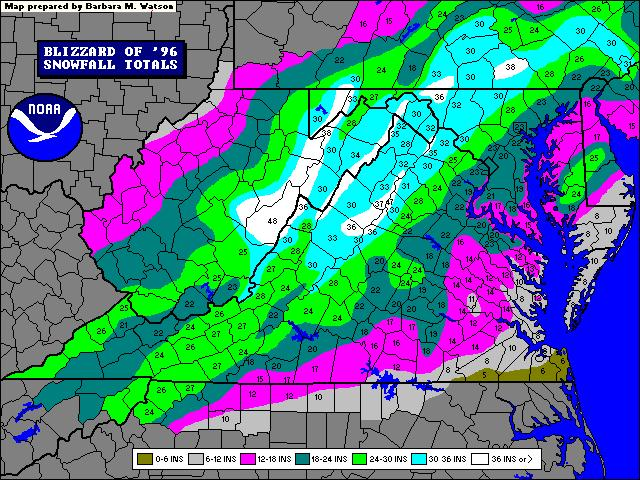
Blizzard of 1996 Mid Atlantic Snowfall accumulation.(By National Weather Service in Sterling, Virginia)

| Delstat | Ort                                 | Uppmätt (tum) |
| ------- | ----------------------------------- | ------------- |
| VA      | Big Meadows                         | 47            |
| WV      | Pocahontas County                   | 40-48         |
| VA      | Stanley                             | 42,0          |
| PA      | York County                         | 35-40         |
| MD      | Takoma Park                         | 36            |
| PA      | Shippensburg                        | 35            |
| MA      | Berkshire County                    | 33            |
| CT      | Litchfield County                   | 33            |
| VA      | Luray                               | 33            |
| MD      | Frostburg                           | 32            |
| NJ      | Edison                              | 32            |
| VA      | Front Royal                         | 32            |
| NJ      | Bordentown                          | 31            |
| PA      | Philadelphia                        | 30,7          |
| NJ      | Raritan                             | 30            |
| NJ      | White House Station                 | 30            |
| NJ      | Howell                              | 30            |
| NJ      | Moorestown                          | 30            |
| NJ      | Hazlet                              | 29,8          |
| NJ      | Elizabeth                           | 28,8          |
| NJ      | Freehold                            | 28            |
| NJ      | Newark                              | 27,8          |
| NJ      | McGuire Air Force Base, Wrightstown | 27            |
| NC      | Boone                               | 26            |
| NJ      | Califon                             | 26            |
| PA      | Allentown                           | 25,9          |
| VA      | Dulles International Airport        | 24,6          |
| NJ      | Lambertville                        | 24,8          |
| NJ      | Bound Brook                         | 24,5          |
| NJ      | Trenton                             | 24,2          |
| NJ      | Pottersville                        | 24            |
| RI      | Providence                          | 24            |
| NJ      | Long Branch                         | 24            |
| NJ      | Toms River                          | 24            |
| MD      | Baltimore                           | 22,5          |
| NJ      | New Brunswick                       | 22,6          |
| VA      | Roanoke                             | 22,2          |
| NJ      | Sandy Hook                          | 22            |
| NJ      | Mount Holly                         | 22            |
| NJ      | Flemington                          | 20,3          |
| NY      | Central Park, New York              | 20,2          |
| NJ      | Plainfield                          | 19            |
| MA      | Boston                              | 18,2          |
| CT      | Hartford                            | 18,2          |
| NJ      | Willingboro                         | 19,4          |
| NJ      | Marlton                             | 18            |
| NJ      | Princeton                           | 18            |
| VA      | National Airport, Washington, D.C.  | 17.1          |
| NJ      | Hightstown                          | 17,1          |
| CT      | Bridgeport                          | 16            |
| NJ      | Somerville                          | 16            |
| NJ      | Indian Mills                        | 16            |
| NJ      | Beach Haven                         | 15            |
| NC      | Hickory                             | 14            |
| VA      | Richmond                            | 11,5          |
| NJ      | Cape May City                       | 10,1          |
| PA      | Pittsburgh                          | 9,6           |

Källor: National Snow & Ice Data Center

### Fotnoter
1. 1 2 3  Snowfall Totals from the Northeast Regional Climate Center, Cornell University Arkiverad 12 februari 2007 hämtat från the Wayback Machine.